# Mokra Kalyhirka

Kirche im der Gemeinde zugehörigen Dorf Sucha Kalyhirka

Mokra Kalyhirka (ukrainisch Мокра Калигірка; russisch Мокрая Калигорка Mokraja Kaligorka) ist ein Dorf im Süden der ukrainischen Oblast Tscherkassy mit etwa 2000 Einwohnern (2001).
Die Ortschaft liegt auf einer Höhe von 171 m etwa 25 km südöstlich vom ehemaligen Rajonzentrum Katerynopil und 100 km südwestlich vom Oblastzentrum Tscherkassy. Durch das Dorf verläuft die Territorialstraße T–24–09.
In dem erstmals zu Beginn des achtzehnten Jahrhunderts schriftlich erwähnten Dorf entstanden nach 1861 u. a. eine Ziegelfabrik, 3 Schmieden und 9 Windmühlen. Wöchentlich fand ein Markt statt und einmal jährlich wurde eine Messe für Industrie- und Landwirtschaftsgüter veranstaltet. Die Entstehung von Industrieunternehmen, die Entwicklung des Handels, insbesondere von Getreide, trugen zum Einwohnerwachstum bei. So hatte das Dorf vor 1861 eine Einwohnerzahl von 1164 Bewohnern, die bis zum Beginn des 20. Jahrhunderts auf 3263 Menschen wuchs.

## Verwaltungsgliederung
Am 4. September 2015 wurde das Dorf zum Zentrum der neugegründeten Landgemeinde Mokra Kalyhirka (Мокрокалигірська сільська громада/Mokrokalyhirska silska hromada). Zu dieser zählten auch die Dörfer Jaroschiwka, Jelysawetka, Ljubystok, Nadwyssja und Sucha Kalyhirka sowie der Ansiedlung Tscherwonyj Brid, bis dahin bildete es die gleichnamige Landratsgemeinde Mokra Kalyhirka (Мокрокалигірська сільська рада/Mokrokalyhirska silska rada) im Südosten des Rajons Katerynopil.
Am 12. Juni 2020 kam noch die Dörfer Kysseliwka und Stupytschne zum Gemeindegebiet.
Am 17. Juli 2020 kam es im Zuge einer großen Rajonsreform zum Anschluss des Rajonsgebietes an den Rajon Swenyhorodka.
Folgende Orte sind neben dem Hauptort Mokra Kalyhirka Teil der Gemeinde:
| Name                     | Name           | Name                                |
| ukrainisch transkribiert | ukrainisch     | russisch                            |
| ------------------------ | -------------- | ----------------------------------- |
| Jaroschiwka              | Ярошівка       | Ярошовка (Jaroschowka)              |
| Jelysawetka              | Єлизаветка     | Елизаветка (Jelisawetewka)          |
| Kysseliwka               | Киселівка      | Киселевка (Kisselewka)              |
| Ljubystok                | Любисток       | Любисток (Ljubistok)                |
| Nadwyssja                | Надвисся       | Надвысье (Nadwyssje)                |
| Stupytschne              | Ступичне       | Ступичное (Stupitschnoje)           |
| Sucha Kalyhirka          | Суха Калигірка | Сухая Калигорка (Suchaja Kaligorka) |
| Tscherwonyj Brid         | Червоний Брід  | Червоный Брод (Tscherwony Brod)     |

## Persönlichkeiten
- Solomon Braslavsky (1885 oder 1887–1975), jüdischer ukrainisch-US-amerikanischer Chasan und Komponist